# Klinggraben (Main)
Der Klinggraben ist ein gut zwei Kilometer langer Bach auf den Gemarkungen von Marienbrunn (Marktheidenfeld) und Hafenlohr (Hafenlohr) im unterfränkischen Landkreis Main-Spessart in Bayern, der aus nordwestlicher Richtung kommend von rechts gegenüber der Stadt Marktheidenfeld in den Main mündet.

## Geographie

### Verlauf
Der Klinggraben entspringt im Sandstein-Spessart im Naturraum 141.3 Südöstlicher Sandsteinspessart auf einer Höhe von etwa 245 m ü. NN am Südrand des Marktheidenfelder Stadtteils Marienbrunn zur Flur Obere Seewiesen einer nur intermittierend wasserführenden Quelle südöstlich an der Kreuzung der Neuwiesenstraße mit der Siedlungsstraße An den Eichen.
Der stark begradigte Bach fließt zunächst parallel zur Feldwegfortsetzung der Siedlungsstraße An den Eichen knapp hundert Meter südwärts durch Grünland, knickt dann nach Ostsüdosten ab und läuft danach gut zweihundert Meter durch die Flur Obere Seewiesen. Er unterquert nun die nach Hafenlohr führende Kreisstraße MSP 27 (hier Im Wiesengrund genannt), schlägt dann südlich der Höhe (252 m ü. NN) nach links einen kleinen Bogen durch die Felder und Wiesen der Flur Am Eichholz, läuft dabei an einer kleinen Kläranlage vorbei und passiert danach die Gemeindegrenze nach Hafenlohr. Sein vorher weites Tal verengt sich jetzt merklich. Der Bach zieht nun in Richtung Südsüdosten durch sein am linken Hang bewaldetes kleines Kerbtal, das bald von der Staatsstraße St 2315 gekreuzt wird, und zwängt sich danach ostsüdwärts auf weniger als 300 Metern durch dessen engen, steilen und bewaldeten Schluchtabschnitt.
Unten am rechten Maintalhang angekommen, läuft er nun geradlinig über die Flussaue und mündet schließlich im Unteren Maintal im Naturraum 141.02 Marktheidenfeld-Wertheimer Maintal auf einer Höhe von 142 m ü. NN südlich des Marktdorfes und auf der Gemarkung von Hafenlohr und gegenüber der am östlichen Flussufer liegenden Stadt Marktheidenfeld bei Mainkilometer 180.6 von rechts in den aus dem Nordnordosten heranfließenden Main.

### Einzugsgebiet
Der Klinggraben entwässert 1,9 km² östlich bis südöstlich zum Main. Sein Einzugsgebiet erstreckt sich vom nordwestlichsten Punkt auf einem bewaldeten Höhenzug vor dem Tal des Wachenbachs im Westen etwa 3,3 km weit bis zur Mündung auf 142 m ü. NN, quer dazu ist es höchstens 1,0 km breit. Hier am Knick der kurzen westlichen Wasserscheide zur nordwestlichen liegt auch einer der beiden mit etwa 323 m ü. NN höchsten Punkte, auf der anschließenden längeren nordwestlichen bis zur Waldkuppe Russenlücke (305 m ü. NN) unterschreitet die Höhe nur kurz einmal 300 m ü. NN, auch hier fällt das Terrain auf der anderen Seite zum Hafenlohr-Zufluss Wachenbach. Dort knickt die Scheide dann nach Südosten ab und fällt anschließend monoton – am Maintalhang etwas schneller, in der Aue dann kaum mehr – bis auf die 142 m ü. NN der Mündung; auf der Gegenseite entwässert hier in gleicher Richtung der am Südrand von Hafenlohr in den Hang mündende Bach durch den Leitersgraben. Die Einzugsgebietsgrenze von der Mündung nach Westnordwesten bis wieder hinauf auf den Waldkamm vor dem Wachenbachtal steigt mit einem Zwischenhoch auf der Höhe (252 m ü. NN) wieder auf bis 323 m ü. NN. Jenseitiger Konkurrent, wiederum zum Main, ist auf dieser Seite der nähere rechte Nachbarbach Glasbach, der weniger als 200 Meter unterhalb des Klinggrabens selbst dem Main erreicht.
Etwa ein Drittel des Einzugsgebietes ist bewaldet. Bis auf einen deutlich kleineren Teil in der Talklinge, am Maintalhain sowie einen kleinen Kuppenwald auf der Höhe steht er auf dem Höhenzug am Westrand. Die einzigen Siedlungsplätze sind das Marktheidenfelder Kirchdorf Marienbrunn und ein Einzelhaus von Hafenlohr am linken Maintalhangfuß. Anteil am Einzugsgebiet haben Marktheidenfeld und Hafenlohr.